# كلوريد ثاليوم أحادي
 كلوريد ثاليوم أحادي (بالإنجليزية: Thallium(I) chloride)‏ مركب كيميائي له الصيغة TlCl ، ويكون على شكل بلورات بيضاء.